# 3482 Lesnaya
3482 Lesnaya è un asteroide della fascia principale. Scoperto nel 1975, presenta un'orbita caratterizzata da un semiasse maggiore pari a 2,7819399 UA e da un'eccentricità di 0,1692613, inclinata di 4,69340° rispetto all'eclittica.